# Ultimele cuvinte ale împăratului Marcus Aurelius
Ultimele cuvinte ale împăratului Marcus Aurelius este o pictură în ulei pe pânză din 1844 a pictorului francez Eugène Delacroix, aflată acum în Muzeul de Arte Frumoase din Lyon. O schiță preliminară a picturii care a fost dată studentului lui Delacroix Louis de Planet este, de asemenea, păstrată în muzeu.

## Descriere și analiză
Această mare pictură descrie ultimele ore din viața împăratului roman Marcus Aurelius, întrucât Delacroix îi admira pe stoici și, în special, pe Marcus Aurelius. Personajul este reprezentat în centrul picturii ca un om bătrân, bolnav care apucă brațul unui tânăr îmbrăcat în roșu, și anume fiul său Commodus (Lucius Aurelius Commodus Antoninus). Commodus pare să nu acorde atenție la ceea ce vrea tatăl său să spună și are un aspect trufaș. În jurul lor, prietenii filozofi ai lui Marcus Aurelius, care sunt prezenți în jurul patului, sunt înfățișați ca bărbați triști îmbrăcați în negru.
Astfel, pictura reprezintă sfârșitul Imperiului Roman. Delacroix, care a fost fascinat de culoarea roșie după călătoria sa în Africa de Nord din 1832, atrage atenția privitorului asupra lui Commodus îmbrăcându-l pe acesta în roșu aprins. Se pare că pictura nu are niciun aspect moral, deoarece mesajul pe care Delacroix a vrut să-l transmită în această lucrare rămâne necunoscut.

## Primire
Primul text care vorbește despre pictură este catalogul Salonului din 1845 unde a fost expus, care precizează: „„Figura lui Marcus Aurelius, într-adevăr bolnav și aproape pe moarte, ni se pare într-o stare de descompunere prea timpurie; verdele și galbenul de pe față îi dau un aspect destul de cadaveric”, „unele draperii par să fie prea mototolite” "și „unele atitudini arată lipsa nobilității”. Lucrarea a primit în mare parte recenzii negative, dar scriitorul Charles Baudelaire a apreciat-o și a spus: „O pictură frumoasă, imensă, sublimă, neînțeleasă [...]. Culoarea [...], departe de a-și pierde originalitatea crudă în această scenă nouă și mai completă, este încă sângeroasă și cumplită”.

## Vezi și
- Eugène Delacroix